# Novi Vrh
Novi Vrh je naselje u slovenskoj Općini Apači. Novi Vrh se nalazi u pokrajini Štajerskoj i statističkoj regiji Pomurju. 

## Stanovništvo
Prema popisu stanovništva iz 2002. godine naselje je imalo 22 stanovnika.